# کاپیلایوک
کاپیلایوک (به اسپانیایی: Kapillayuq) یک کوه در پرو است که در Peru, Junín Region واقع شده‌است. کاپیلایوک ۵٬۱۲۹ متر بالاتر از سطح دریا واقع شده‌است.